# Atelopus pictiventris
Atelopus pictiventris é uma espécie de sapo da família Bufonidae. Ele é endêmico na Colômbia. Seu habitat natural são as florestas úmidas de montanhas, em áreas tropicais e subtropicais, rios, pastos e áreas degradadas em regeneração. Está ameaçado pela perda do seu habitat.